# ای‌ژی‌پی موتوس
ای‌ژی‌پی موتوس (انگلیسی: AJP Motos) شرکت موتورسیکلت‌سازی پرتغالی است، که در سال ۱۹۸۷ تأسیس شد.